# منینگی، استرالیای جنوبی
منینگی (به انگلیسی: Meningie) یک شهرک در استرالیا است که در استرالیای جنوبی واقع شده‌است.